# Болотная тварь (фильм, 1982)
«Болотная тварь» (англ. Swamp Thing) — супергеройский фильм режиссёра Уэса Крэйвена, основанный на одноимённой серии комиксов издательства DC Comics. Фильм рассказывает об учёном, который в результате несчастного случая в лаборатории мутирует в растительного монстра.
В 1989 году появился сиквел «Возвращение Болотной Твари».

## Сюжет
Фильм повествует историю о том, как группа учёных объединяет усилия для создания специального состава, заставляющего растения расти с огромной скоростью, и таким способом избавить мир от голода, проблем связанных с вырубкой лесов и многого другого. Однако они и не подозревают, что есть люди, которые планируют использовать эту формулу в своих корыстных целях. В результате несчастного случая доктор Алек Холланд превращается в монстра — получеловека-полурастение. Но, даже несмотря на это, он продолжает любить свою невесту. И теперь должен защитить её от козней своего бывшего коллеги доктора Антона Аркэйна и не дать ему использовать формулу во зло.

## В ролях
- Луи Журдан — доктор Антон Аркэйн
- Эдриэнн Барбо — Алиса Кэйбл
- Рэй Уайз — доктор Алек Холланд
- Дэвид Хесс — Феррет
- Николас Уорт — Бруно
- Дон Найт — Гарри Риттер
- Аль Рубан — Чарли
- Дик Дерок — Болотная тварь
- Бен Бейтс — монстр
- Наннетт Браун — доктор Линда Холланд
- Регги Баттс — Джьюд
- Мими Крэвен — секретарь Аркэйна
- Карен Прайс — Карен
- Билл Эриксон — молодой агент
- Дов Готтесфельд — Коммандос
- Томми Мэдден — маленький Бруно
- Ричард Дженнингс — водитель моторной лодки